# Ulkowy
Ulkowy (niem. Uhlkau, kaszb. Ulkòwë) – wieś w Polsce położona w województwie pomorskim, w powiecie gdańskim, w gminie Pszczółki.
W latach 1975–1998 miejscowość administracyjnie należała do województwa gdańskiego.

## Historia
W latach 1773–1918 Ulkowy podlegały administracji zaboru pruskiego, w 1919 znalazły się na terenie Wolnego Miasta Gdańska. 1 września 1939 zostały włączone do niemieckiej III Rzeszy. Wiosną 1945 roku Ulkowy znalazły się ponownie w Polsce.

## Walory turystyczne
W Ulkowach znajduje się najwyższe wzniesienie w gminie Pszczółki - „Wzgórze Nadziei”, zwane dawniej "Górką Żydowską". Ma ono wysokość ponad 100 m n.p.m. Na jego szczyt wiedzie droga krzyżowa, a na jej drodze znajdują się liczne głazy. Znajdował się tu niegdyś cmentarz ewangelicki, a u podnóża - pałac z parkiem krajobrazowym. Zachowany starodrzew liczy 65 drzew liściastych, między którymi dominują kasztanowiec biały i klon pospolity. Innymi interesującymi drzewami są jesion wyniosły oraz dwie topole osiki. W 2011 roku park został poddany rewitalizacji, w wyniku której dokonano nowych nasadzeń (gatunki: cis pospolity, sosna kosodrzewina, buk pospolity, lipa drobnolistna, brzoza brodawkowata, kalina koralowa, azalia pontyjska, wawrzynek wilczełyko), naprawiono ścieżki parkowe, postawiono tablice edukacyjne prezentujące występujące gatunki roślin oraz zbudowano imitację ruin dworu oraz bramy wjazdowej. W dalszej przyszłości na wzgórzu planowana jest budowa wieży widokowej. W 2020 roku objęto ochroną jako pomnik przyrody jesion wyniosły "Nadzieja" o obwodzie 402 cm.